# Pedro Rollán Ojeda
Pedro Manuel Rollán Ojeda (Madrid, 21 de marzo de 1969) es un político español del Partido Popular, senador por Madrid desde 2019 y presidente del Senado desde 2023. Con anterioridad, fue presidente en funciones de la Comunidad de Madrid entre abril y agosto de 2019. 
Rollán empezó su carrera política en el ámbito local, siendo concejal de Torrejón de Ardoz entre 2003 y 2015, así como alcalde del mismo municipio entre 2007 y 2015. Se presentó a las elecciones municipales de 2015, siendo elegido diputado de la Asamblea de Madrid, y abandonó la alcaldía a finales de junio de ese año tras ser nombrado consejero de Infraestructuras, Transportes y Vivienda por la presidenta Cristina Cifuentes. En 2017, fue nombrado consejero de Medio Ambiente, Ordenación del Territorio y Administración Local. 
Tras la dimisión de Cifuentes, el nuevo presidente regional, Ángel Garrido, le nombró vicepresidente,  consejero de Presidencia y portavoz del gobierno regional. Alcanzó la presidencia de la Comunidad de Madrid en abril de 2019, tras la dimisión de Garrido, cargo que ocupó interinamente hasta agosto de 2019, cuando dio el relevo a Isabel Díaz Ayuso. 
Tras abandonar el Gobierno regional, el presidente del Partido Popular, Pablo Casado, le incluyó en las listas al Senado para las elecciones de noviembre de 2019, siendo elegido senador por Madrid. Repitió en las elecciones de mayo de 2023, siendo propuesto por Alberto Núñez Feijóo como presidente del Senado.

## Biografía

### Primeros años
Nació el 21 de marzo de 1969 en Madrid. Es militante en el Partido Popular (PP) desde 1994, entre 1995 y 2003 fue gerente de la división comercial del área centro en Schweppes España.
Fue presidente del Partido Popular de Torrejón de Ardoz desde al año 2003 a enero de 2023 y miembro[¿cuándo?] de la Junta Directiva del Partido Popular de la Comunidad de Madrid.

### Alcalde de Torrejón

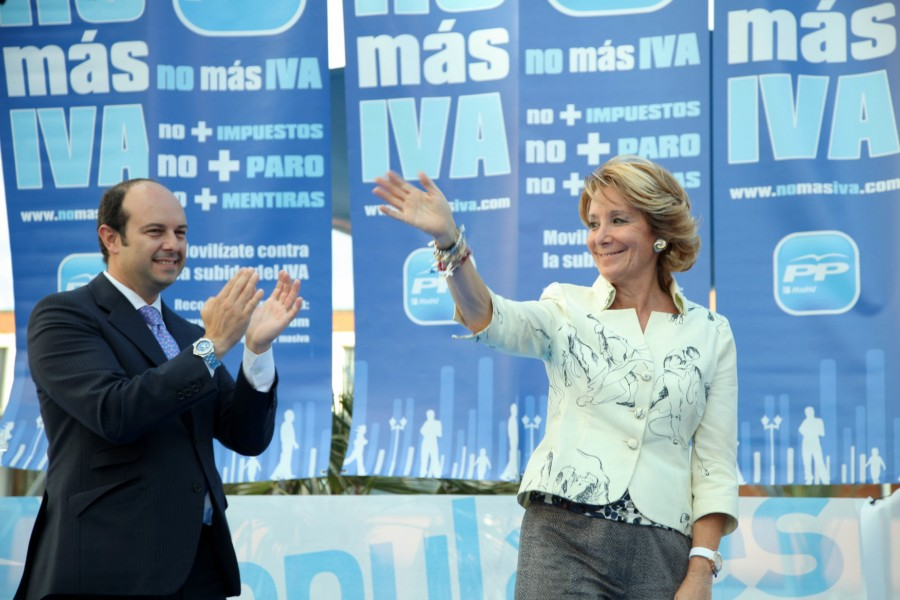
Fotografiado junto a la presidenta de la Comunidad de Madrid, Esperanza Aguirre en 2010

El 27 de mayo de 2007 fue investido alcalde de Torrejón de Ardoz tras la mayoría absoluta conseguida por la candidatura del PP en las elecciones municipales. Era la segunda vez que el PP alcanzaba la alcaldía en Torrejón de Ardoz. Entre 1994 y 1995 Julián López accedió tras un intento de coalición fallido entre PSOE e IU. No obstante, era la primera vez que el Partido Popular alcanzaba en este municipio la mayoría absoluta. Pedro Rollán Ojeda estuvo cuatro años en la oposición antes de ser elegido alcalde. 
También fue miembro de la Comisión Ejecutiva de la Federación de Municipios de Madrid (FMM), de la Comisión de Transportes e Infraestructuras de la Federación Española de Municipios y Provincias (FEMP) y miembro del Consejo Superior de Seguridad Vial durante la legislatura 2007-2011.[cita requerida]
Como alcalde, llevó a cabo el mayor proceso de transformación y mejora de la ciudad. Durante su mandato se construyó el parque Europa, el Hospital de Torrejón, 16.000 plazas de aparcamiento, el nuevo polígono industrial Casablanca y 2000 viviendas, entre otros. 
En octubre de 2008, el Ayuntamiento aprueba la modificación de las normas para impedir el acceso al padrón a inmigrantes sin papeles y extranjeros con visado de turista. Según sus palabras la normativa "está encaminada a lograr una mejor convivencia" y "una inmigración regulada en la ciudad". En un acto para celebrar los dos años de gobierno, afirmó que "las medidas han demostrado sus frutos al reducir a la mitad la llegada de población inmigrante".
Tras el informe de la Abogacía del Estado de enero de 2010, el ayuntamiento cambió la normativa de empadronamiento. Pedro Rollán aseguró que "desde el Ayuntamiento se acata el informe de la Abogacía del Estado pero sí queremos dejar claro que Torrejón de Ardoz no es un municipio xenófobo". A pocos meses antes de las elecciones municipales 2011, Rollán inauguró el Centro de Artes Escénicas, La Caja del Arte, de Torrejón.
En septiembre de 2011, fue elegido vocal de la FEMP[cita requerida] y formó parte, dentro de dicha asociación, de la Comisión Nacional de Administración Local, que es el órgano permanente para la colaboración entre la Administración Local y la Administración General del Estado.[cita requerida]

### Miembro del Gobierno regional

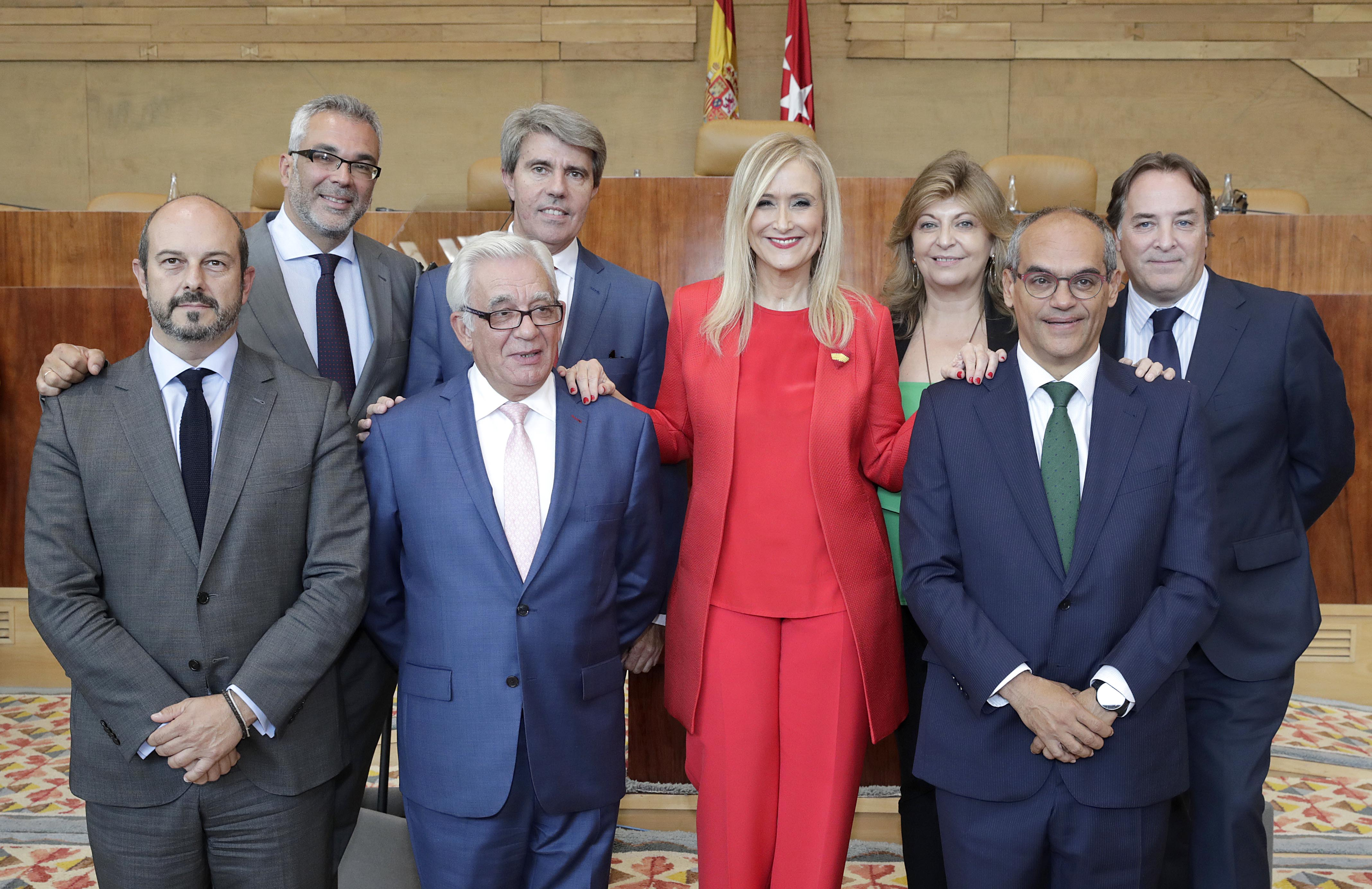
Fotografiado junto al resto del Gobierno Cifuentes en septiembre de 2017

El 26 de junio de 2015, es nombrado consejero de Transporte, Infraestructuras y Vivienda del nuevo Gobierno de la Comunidad de Madrid presidido por Cristina Cifuentes. Ese mismo día presentó su dimisión como alcalde de Torrejón de Ardoz, abandonando su cargo electo tan solo 13 días después de haber tomado posesión. Durante su ausencia José Luis Navarro Coronado ejerció de alcalde en funciones al ser el número 2 de la lista electoral del Partido Popular hasta que se otorgó el puesto de alcalde al número 6 de dicha lista, Ignacio Vázquez Casavilla.
Como consejero, puso en marcha el abono transporte joven con una tarifa plana de 20 euros al mes para todas las zonas de la región y amplió la edad de los beneficiarios hasta los 26 años. Este abono consiguió más de un millón de usuarios en poco más de un año.
En marzo de 2017, fue elegido presidente del Comité Electoral del PP de la Comunidad de Madrid. En septiembre de 2019, fue nombrado Presidente del Comité de Estrategia del PP de la Comunidad de Madrid

El 5 de mayo de 2017, Pedro Rollán Ojeda fue reelegido presidente de la sede local de Torrejón de Ardoz por cuatro años. Único candidato a la presidencia que se presentó, obtuvo el 98,86 % de los votos emitidos en la asamblea local del PP. Se incluyeron en la ejecutiva a nivel municipal José Luis Navarro como secretario general, e Ignacio Vázquez, alcalde de Torrejón de Ardoz, como coordinador general.

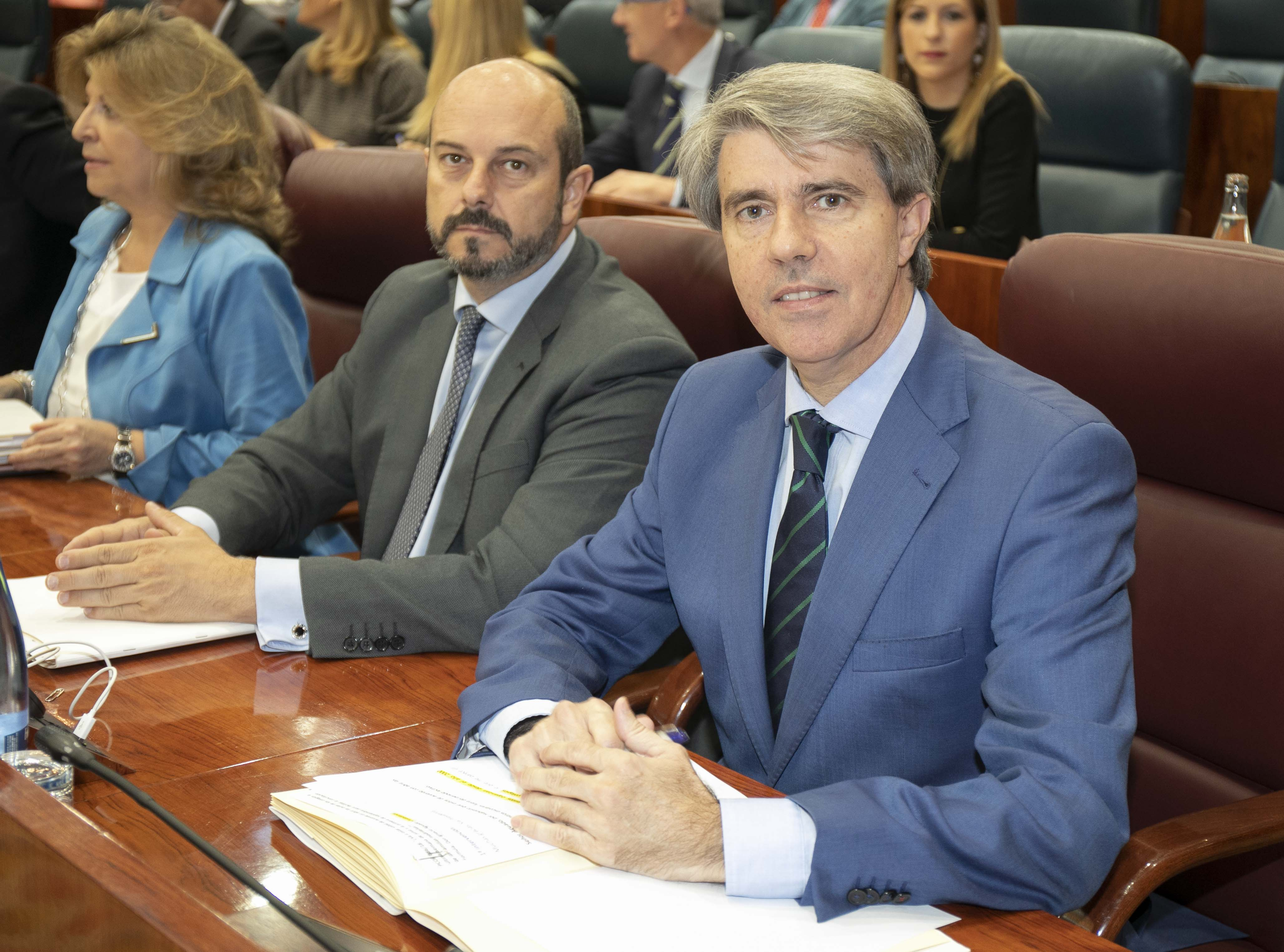
En junio de 2018, acompañando al presidente de la Comunidad de Madrid Ángel Garrido durante una sesión de control del ejecutivo en la Asamblea de Madrid

El 23 de septiembre de 2017, la presidenta Cristina Cifuentes informó de una remodelación en su gobierno y Pedro Rollán pasó a ocupar la cartera de Medio Ambiente, Administración Local y Ordenación del Territorio en sustitución de Jaime González Taboada.
El 21 de mayo de 2018, el presidente de la Comunidad de Madrid, Ángel Garrido, anunció que Pedro Rollán asumiría la vicepresidencia del Gobierno regional, cargo que se recupera, además de nombrarlo como titular de la Consejería de Presidencia y la portavocía del Gobierno. Tomó posesión el 22 de mayo de 2018. Conservó las competencias en Administración Local, y mientras estuvo al frente, avanzó en la ejecución del Programa de Inversión Regional 2016-2019, en el que la Comunidad de Madrid aporta 700 millones de euros. Además inició el proyecto para la construcción de 8 nuevos parques de bomberos en la Comunidad de Madrid.
En abril de 2019 se convierte en Presidente en funciones de la Comunidad de Madrid tras la dimisión de Ángel Garrido, siendo el único Presidente de Madrid que, oficialmente, no es Presidente al no haber sido investido por la asamblea, sino ejerciente de facto. 
Además es el primer Torrejonero en ocupar este cargo. Desempeña esta responsabilidad hasta el 19 de agosto de 2019, fecha en la que Isabel Díaz Ayuso toma posesión como Presidenta de la Comunidad de Madrid.

### Diputado autonómico
En mayo de 2019, concurre a las elecciones autonómicas de la Comunidad de Madrid en el puesto número 5 de la lista del Partido Popular a la Asamblea de Madrid, resultando elegido como diputado para la XI Legislatura. Renuncia a su acta de diputado, junto a Yolanda Ibarrola, el 31 de enero de 2020.
En noviembre de 2019, resulta elegido senador por la circunscripción electoral de Madrid. Obtiene 1 142 955 votos, convirtiéndose así en senador.
El 2 de abril de 2022, el nuevo presidente del Partido Popular, Alberto Núñez Feijóo, le nombra vicesecretario nacional de Coordinación Autonómica y Local a Pedro Rollán, formando parte así del equipo de dirección más próximo al presidente popular.

### Presidente del Senado

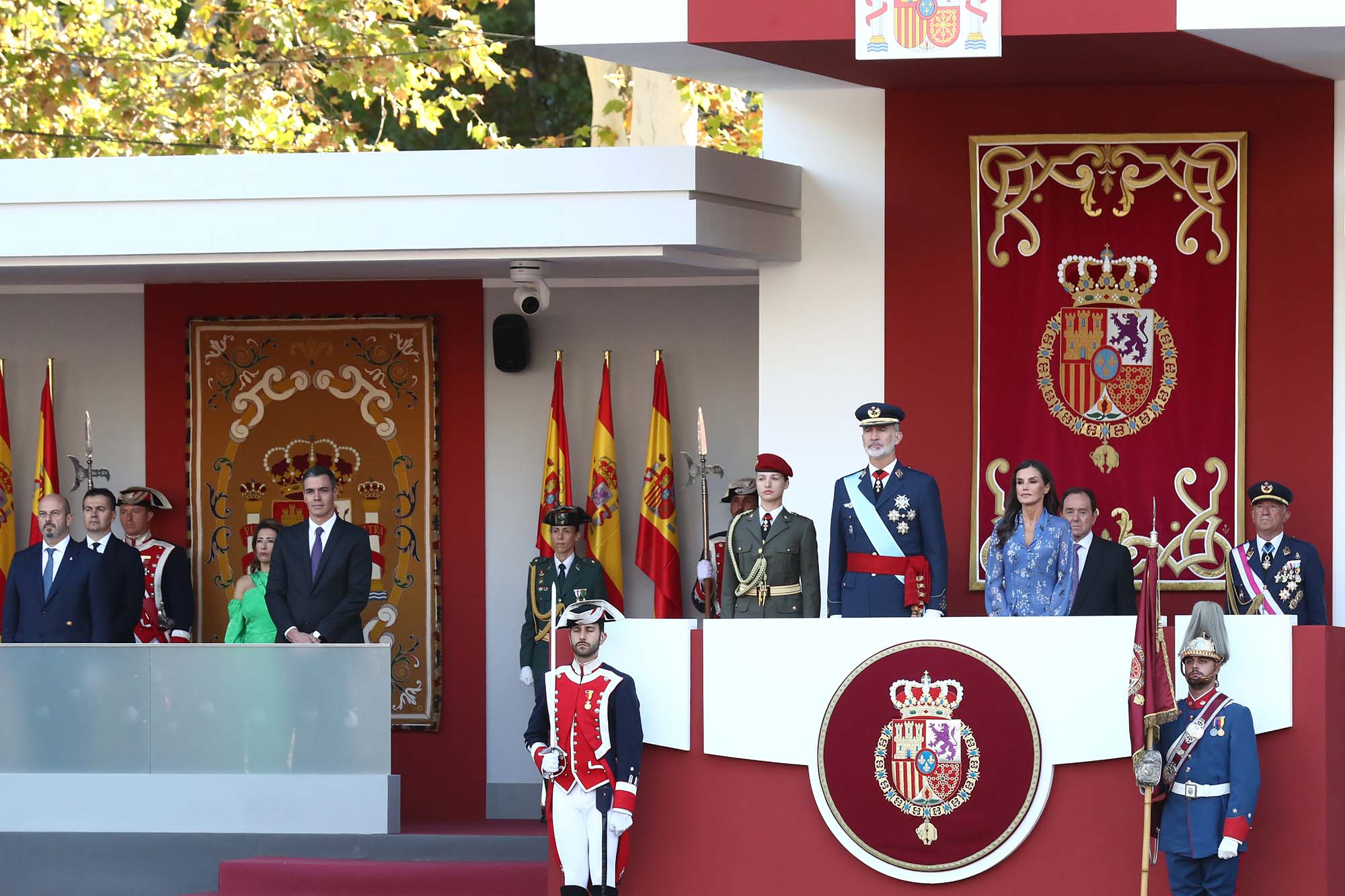
Pedro Rollán en el palco de autoridades en calidad de presidente del Senado durante la Fiesta Nacional de 2023.

El 14 de junio de 2023, se conocieron las listas con las que el Partido Popular concurría a las elecciones generales del 23-J. El número 1 al Senado por la Comunidad de Madrid a las elecciones del 23 de julio es Pedro Rollán Ojeda, siendo el número 2 Pío García-Escudero y la número 3, Paloma Martín Martín. 
El 16 de agosto de 2023, el presidente del partido Popular confirmó que propondría a Rollán para el cargo de presidente del Senado. Fue elegido presidente de la Cámara Alta el 17 de agosto.
En los inicios de su presidencia, el Grupo Popular convocó un debate en la Comisión General de las Comunidades Autónomas del Senado en relación con la posible amnistía que el presidente del Gobierno en fuciones, Pedro Sánchez, podría conceder a los independentistas catalanes condenados para que estos votasen a favor de su investidura. Rollán convocó a todos los líderes autonómicos, aunque los socialistas y el lendakari Urkullu rechazaron acudir. Rollán también recibió críticas de los socialistas al considerar que rompía la neutralidad de su posición al hacer «declaraciones partidistas».

### Polémica por su curriculum
En 2025 se vio envuelto en una serie de polémicas que afectaron a otros politicos al hacerse público que los másteres que aparecían en su curriculum de la página del Senado no eran tales, sino cursos ofrecidos por instituciones privadas. También se hizo foco en el hecho de que en el perfil del Ayuntamiento de Torrejón de Ardoz se afirmaba que era diplomado en marketing, pero este título no se menciona en el del Senado.